# 나비 품에서 울었다
나비 품에서 울었다는 1983년 공개된 대한민국의 영화이다.

## 배역
- 이영하
- 나영희
- 한지일
- 윤양하
- 최동준
- 김옥진
- 주상호